# Grzegorz Braun
Grzegorz Michał Braun (ur. 11 marca 1967 w Toruniu) – polski polityk, reżyser, scenarzysta, nauczyciel akademicki i publicysta.
Kandydat na urząd prezydenta RP w wyborach w 2015 i 2025, poseł na Sejm IX i X kadencji (2019–2024), poseł do Parlamentu Europejskiego X kadencji (od 2024). Prezes Konfederacji Korony Polskiej, która do marca 2025 wchodziła w skład ugrupowania Konfederacja Wolność i Niepodległość.

## Życiorys

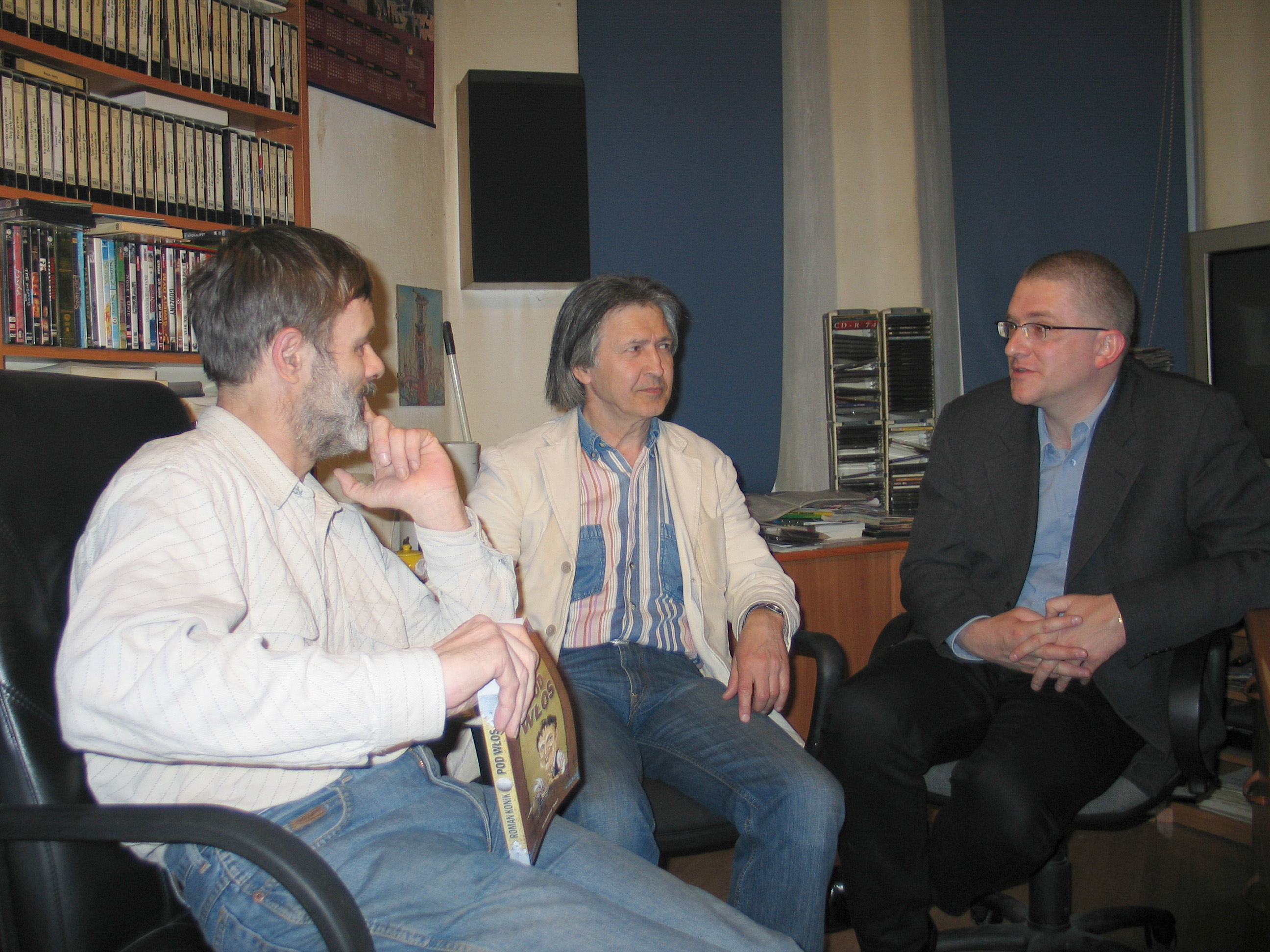
Grzegorz Braun (z prawej) w rozmowie z Tomaszem Strzyżewskim (pośrodku) i Romualdem Lazarowiczem (z lewej, 2006)

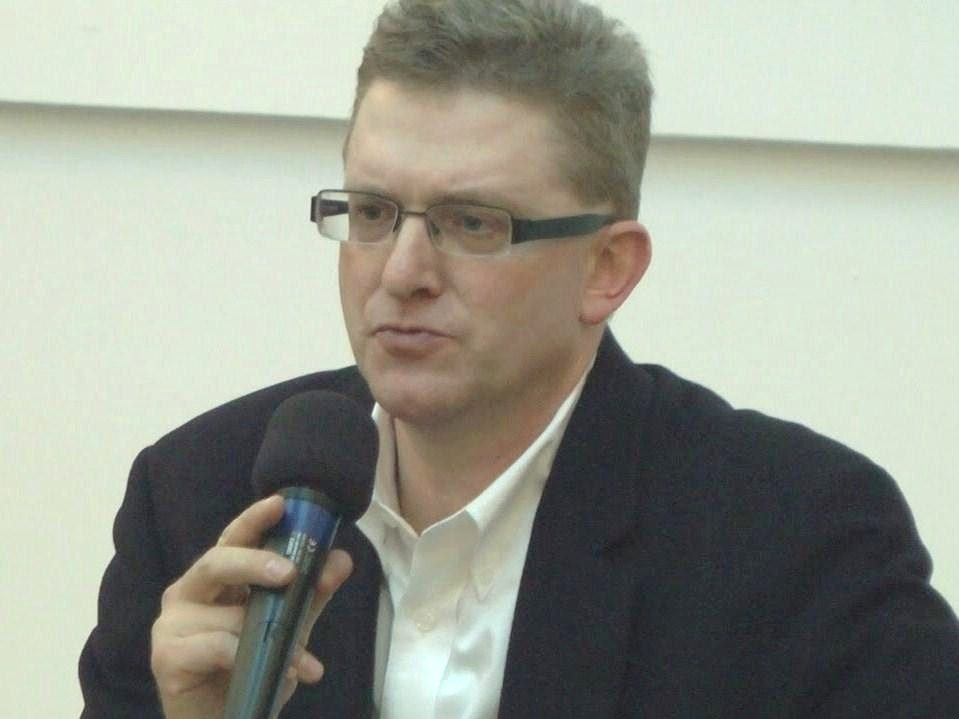
Grzegorz Braun (2014)

W 1990 roku ukończył studia polonistyczne na Uniwersytecie Wrocławskim. Podjął pracę na tej uczelni i do 2007 prowadził tam zajęcia z dziennikarstwa. W 1993 ukończył studia podyplomowe na Wydziale Radia i Telewizji Uniwersytetu Śląskiego. 
W latach 1990–1994 był członkiem redakcji kwartalnika „Fronda”. Później zaś pracował m.in. dla Radia Wrocław. Jako reżyser filmowy ma w dorobku ponad 20 tytułów, wśród nich m.in. stworzony w 2005 film dokumentalny pt. Plusy dodatnie, plusy ujemne o kontaktach Lecha Wałęsy ze Służbą Bezpieczeństwa. Jest także współtwórcą telewizyjnych cyklów Stół z powyłamywanymi nogami oraz Errata do biografii, ujawniającego agenturalne wątki w życiorysach znanych Polaków. Został publicystą m.in. w miesięczniku „Opcja na Prawo”, który ukształtował go politycznie oraz w dwumiesięczniku „Magna Polonia”.

### Działalność polityczna
Od 1987 współorganizował akcje Pomarańczowej Alternatywy. W związku ze swoją działalnością opozycyjną był rozpracowywany przez Służbę Bezpieczeństwa. W 1988 i 1989 był uczestnikiem i jednym z organizatorów strajków studenckich na Uniwersytecie Wrocławskim. Działał też w ruchu Solidarność Polsko-Czesko-Słowacka.
W wyborach parlamentarnych w 2007 został ogłoszony jako kandydat Unii Polityki Realnej do Senatu, jednak nie zebrał wymaganej do startu liczby podpisów.
W wyborach prezydenckich w 2010 znalazł się w komitecie poparcia Jarosława Kaczyńskiego. W wyborach samorządowych w tym samym roku bez powodzenia kandydował do rady miasta Wrocławia z listy komitetu Polski Wrocław.
24 stycznia 2015 ogłosił decyzję o kandydowaniu na urząd Prezydenta Rzeczypospolitej Polskiej w wyborach w 2015. W przeprowadzonych 10 maja wyborach zajął 8. miejsce spośród 11 kandydatów, zdobywając 124 132 głosy (0,83% głosów ważnych). Zapowiedział oddanie głosu w II turze na Andrzeja Dudę. Na wybory parlamentarne w tym samym roku powołał KWW Grzegorza Brauna „Szczęść Boże!”, który wystartował w części okręgów do Sejmu i wystawił jednego kandydata do Senatu. Sam Grzegorz Braun nie kandydował.
Po wyborach prezydenckich w 2015 wystąpił z inicjatywą o nazwie „Pobudka”, stawiając za cel realizację programu pracy organicznej na rzecz wolności, bezpieczeństwa, oraz emancypacji duchowej, intelektualnej i materialnej Polaków. Hasłem „Pobudki” jest „Kościół – Szkoła – Strzelnica – Mennica”. Jest także członkiem rad nadzorczych fundacji Osuchowa i „Ojczyzna, Rodzina, Własność”.
25 stycznia 2019 ogłosił swój start w przedterminowych wyborach prezydenta Gdańska. W głosowaniu 3 marca uzyskał 11,86% głosów, zajmując 2. miejsce spośród 3 kandydatów.
7 stycznia 2019 przystąpił wraz z Pobudką do powołanej na wybory do Parlamentu Europejskiego w tym samym roku koalicji, która przyjęła potem nazwę Konfederacja KORWiN Braun Liroy Narodowcy. Startował z jej listy w okręgu podkarpackim, zdobywając 33 072 głosy, jednak komitet nie przekroczył progu wyborczego.
W czerwcu 2019 roku zapowiedział powołanie własnej partii Konfederacja Korony Polskiej, która stała się członem zarejestrowanej w następnym miesiącu federacyjnej partii Konfederacja Wolność i Niepodległość (KKP zarejestrowano w styczniu 2020). W wyborach parlamentarnych w 2019 otwierał listę Konfederacji WiN w okręgu rzeszowskim, zdobywając 31 148 głosów i uzyskując mandat posła na Sejm RP IX kadencji. Zasiadł w jednolitym kole poselskim tej formacji. Brał udział w zorganizowanych przez nią prawyborach mających wyłonić kandydata w wyborach prezydenckich w 2020, przegrywając w ostatecznej rozgrywce z Krzysztofem Bosakiem z Ruchu Narodowego. W sierpniu tego samego roku odbył w Centrum Edukacyjnym Polska w Warszawie publiczne spotkanie z włoskim przywódcą neofaszystowskim Robertem Fiorem.
W 2021 roku ogłosił swoją kandydaturę w przedterminowych wyborach na urząd prezydenta Rzeszowa. W wyborach, które odbyły się 13 czerwca 2021 r., zajął czwarte miejsce, uzyskując 9,1% głosów.
W wyborach w 2023 z powodzeniem ubiegał się o poselską reelekcję, zdobywając 26 895 głosów. W Sejmie X kadencji, w okresie od listopada do grudnia 2023, zasiadał w Komisji do Spraw Unii Europejskiej i Komisji Obrony Narodowej.
W wyborach do Parlamentu Europejskiego w 2024 uzyskał mandat europosła X kadencji, startując z drugiego miejsca na liście Konfederacji w okręgu nr 10 z poparciem 113 746 wyborców (7,64%), pokonując jednocześnie Konrada Berkowicza, który miał „jedynkę” w tym okręgu. W Parlamencie Europejskim zasiadł w Komisji Spraw Zagranicznych.
17 stycznia 2025 roku sąd partyjny usunął go z szeregów Konfederacji. Miało to związek z faktem, że dwa dni wcześniej ogłosił swój start w wyborach prezydenckich 2025 wbrew rekomendacji partii dla kandydatury Sławomira Mentzena. W wyborach tych zajął 4. miejsce spośród 13 startujących kandydatów. Poparło go w nich 1 242 917 głosujących (6,34%). Wynik ten był znacznie wyższy niż jego wyniki sondażowe. Niemal żadna pracownia w swoich badaniach nie dawała mu więcej niż 3,5% w trakcie trwania całej kampanii prezydenckiej. Wyjątkiem był sondaż Ogólnopolskiej Grupy Badawczej (OGB), przeprowadzony na trzy dni przed wyborami, w którym uzyskał 5,87% poprarcia. W drugiej turze zapowiedział oddanie głosu na Karola Nawrockiego.

## Poglądy polityczne

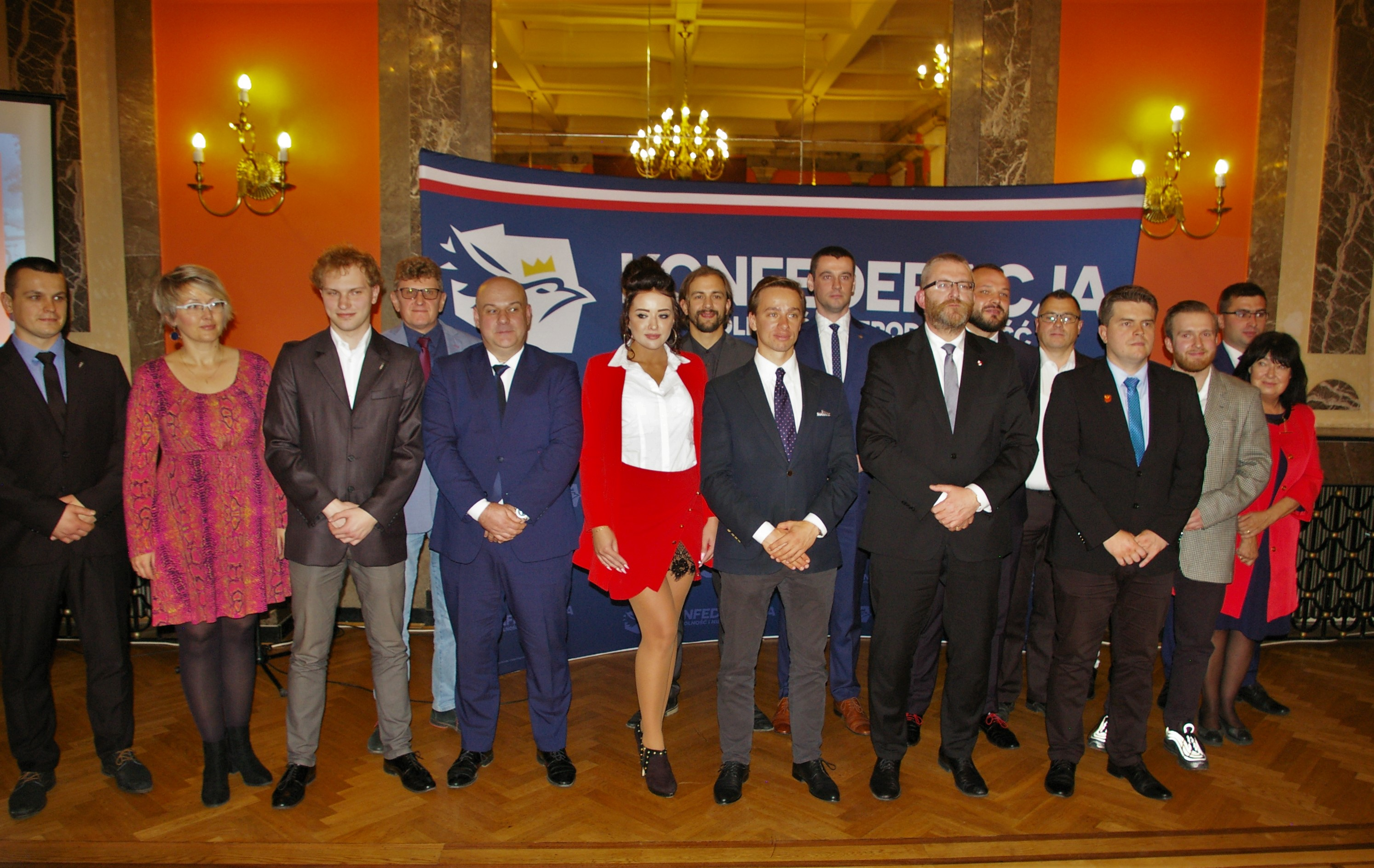
Grzegorz Braun (siódmy od prawej) z uczestnikami konwencji wyborczej Konfederacji Wolność i Niepodległość w Kielcach (4 października 2019)

Jest politykiem o skrajnie prawicowych poglądach. Grzegorz Braun twierdzi, iż popiera w całości tradycyjną naukę Kościoła katolickiego w sprawach moralnych. Jest zwolennikiem całkowitego zakazu aborcji oraz zapłodnienia in vitro, które określa mianem „niegodziwej procedury”. Opowiada się za karą śmierci (dla „morderców, zdrajców stanu, szpiegów i dezerterów”). Jest monarchistą i krytykiem demokracji. Popiera pomysł formalnej intronizacji Jezusa Chrystusa na króla Polski. Przy wielu okazjach opowiadał się za wolnością obyczajową obywatela i między innymi aktów homoseksualnych, jednak w marcu 2019 oficjalnie opowiedział się za ich karaniem. Opowiadał się również przeciwko projektowi nowelizacji ustawy o ochronie zwierząt, zwanej potocznie „Piątka dla zwierząt”.

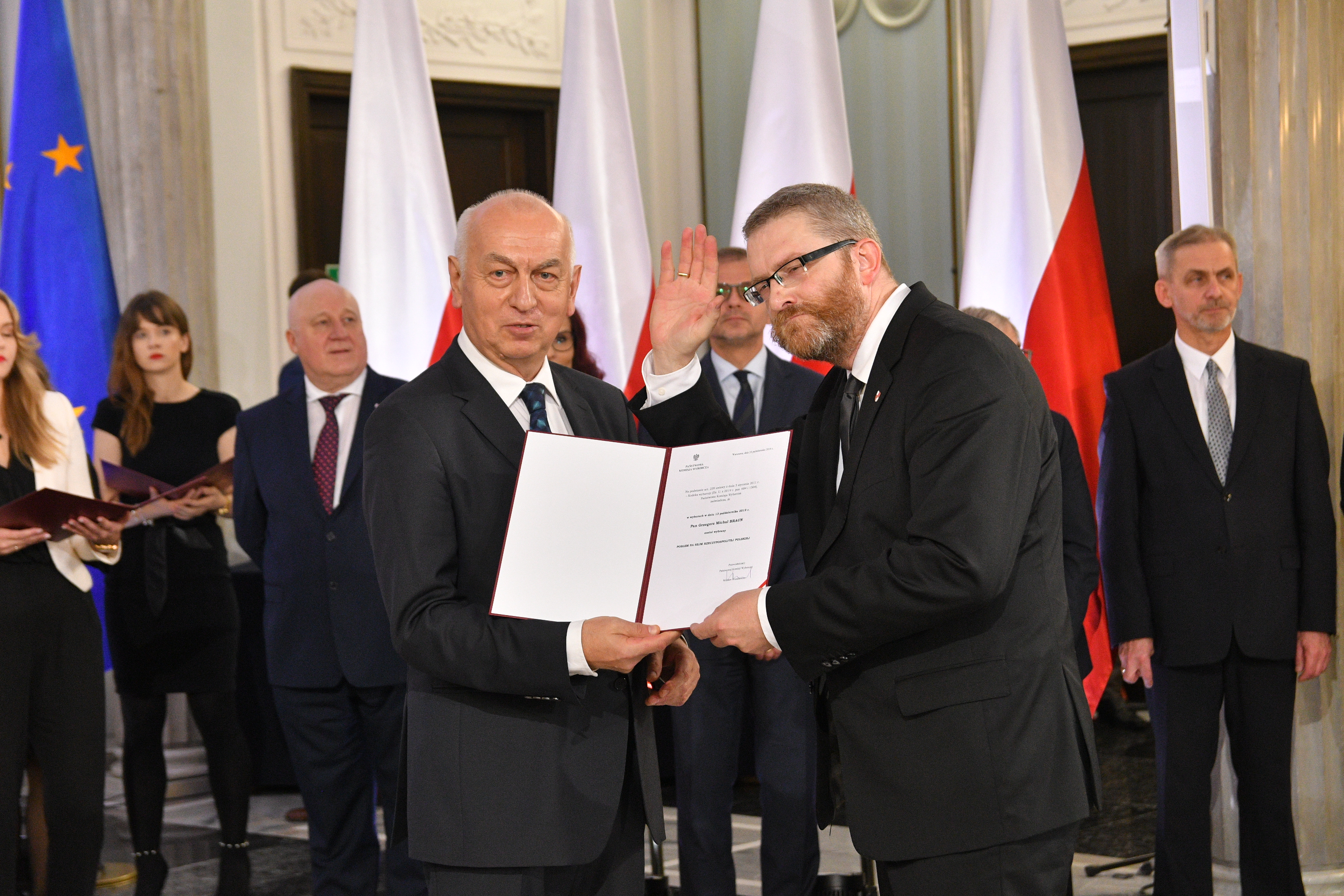
Grzegorz Braun podczas uroczystości wręczenia posłom na Sejm IX kadencji zaświadczeń o wyborze (2019)

Współpracuje z Organizacją Monarchistów Polskich, dla której wygłaszał prelekcje ideowe podczas spotkań w Warszawie i Wrocławiu. Jest przeciwnikiem Unii Europejskiej, którą nazywa „eurokołchozem”. Wypowiada się również jako teoretyk, jego zdaniem pożądanych, zmian ustrojowych w Polsce oraz ewolucji od demokracji do monarchii. Podczas studiów odmówił udziału w studium wojskowym, traktując je jako „jedno z głównych narzędzi sowietyzacji”.
Mówi o sobie, że jest daleki od anarchizmu oraz że jest państwowcem, przy czym jest przeciwnikiem biurokratyzmu. Jego zdaniem narody cywilizowane to te, które „potrafią z jednej strony realizować interesy narodowe, mając na uwadze dobro wspólne, a z drugiej strony potrafią szanować jednostkę”. Rasizm i szowinizm, które jego zdaniem wynikają z oderwania od źródeł cywilizacji łacińskiej, nazywa „odchyłem” oraz „przejawem myślenia plemiennego”. Takie postawy są jego zdaniem „dzikie” i „niecywilizowane”. W kwestiach gospodarczych odnosi się do zasady pomocniczości. Nie jest więc za tym, żeby państwo zajmowało się gospodarką „poza zapewnianiem równości dostępu do rynku”. Wyjątki przewiduje jednak też „w tych sferach gospodarki, w których waży się kwestia bezpieczeństwa państwa” (np. zbrojeniowego, energetycznego, surowcowego czy klimatycznego). Jego zdaniem państwo istnieje również w celu dopilnowania, aby „nie padali Polacy ofiarą zmów kartelowych”.
Podzielał teorie spiskowe, że pandemia COVID-19 nie istnieje i jest tylko wymysłem mediów mainstreamowych i polityków, promował książkę „Fałszywa Pandemia. Krytyka naukowców i lekarzy” wydaną przez jego fundację „Osuchowa”. Wielokrotnie uczestniczył i przemawiał podczas protestów przeciwko obostrzeniom wprowadzonym przez rząd Zjednoczonej Prawicy, wspierał działania przedsiębiorców, którzy, wbrew obowiązującym zakazom, otwierali swoje lokale podczas pandemii. Konsekwentnie odmawiał zakrywania ust i nosa, co doprowadziło do konfliktów m.in. z marszałkami Sejmu prowadzącymi obrady. Podważał prawdziwość teorii ewolucji.
W czerwcu 2022 był (obok Mirosława Piotrowskiego i Włodzimierza Korab-Karpowicza) jednym z sygnatariuszy Apelu o pokój w Europie Środkowej ogłoszonego podczas marszu „Dmowski na zamek”, zorganizowanego przez Wojciecha Olszańskiego. Jego autorzy, odnosząc się do trwającej wówczas inwazji Rosji na Ukrainę, stwierdzili, że przyczynami tej wojny były „strach Rosji przed rozszerzeniem się NATO oraz strach państw sąsiednich przed potęgą Rosji”, a także „wprowadzenie zmian w ustawie językowej na Ukrainie, dyskryminujących językową mniejszość rosyjską”. Oświadczenie to zostało uznane za proputinowskie m.in. przez portale niezalezna.pl oraz OKO.press.

## Wyniki wyborcze
| Wybory | Komitet wyborczy                | Komitet wyborczy                                                              | Organ                               | Okręg                               | Wynik             |
| ------ | ------------------------------- | ----------------------------------------------------------------------------- | ----------------------------------- | ----------------------------------- | ----------------- |
| 2010   |                                 | KWW Polski Wrocław                                                            | Rada miasta Wrocławia               | nr 3                                | 172 (0,56%)       |
| 2015   |                                 | KW Kandydata na Prezydenta Rzeczypospolitej Polskiej Grzegorza Michała Brauna | Prezydent Rzeczypospolitej Polskiej | Prezydent Rzeczypospolitej Polskiej | 124 132 (0,83%)   |
| 2019   |                                 | KWW Grzegorza Brauna                                                          | Prezydent miasta Gdańska            | Prezydent miasta Gdańska            | 20 164 (11,86%)   |
| 2019   |                                 | KWW Konfederacja KORWiN Braun Liroy Narodowcy                                 | Parlament Europejski IX kadencji    | nr 9                                | 33 072 (4,43%)    |
| 2019   |                                 | Konfederacja Wolność i Niepodległość                                          | Sejm IX kadencji                    | nr 23                               | 31 148 (5,29%)    |
| 2021   |                                 | KWW Grzegorz Braun – Konfederacja                                             | Prezydent miasta Rzeszowa           | Prezydent miasta Rzeszowa           | 7296 (9,15%)      |
| 2023   |                                 | Konfederacja Wolność i Niepodległość                                          | Sejm X kadencji                     | nr 23                               | 26 895 (3,99%)    |
| 2024   | Parlament Europejski X kadencji | Konfederacja Wolność i Niepodległość                                          | nr 10                               | 113 746 (7,64%)                     |                   |
| 2025   |                                 | KW Kandydata na Prezydenta Rzeczypospolitej Polskiej Grzegorza Michała Brauna | Prezydent RP                        | Prezydent RP                        | 1 242 917 (6,34%) |

## Kontrowersje

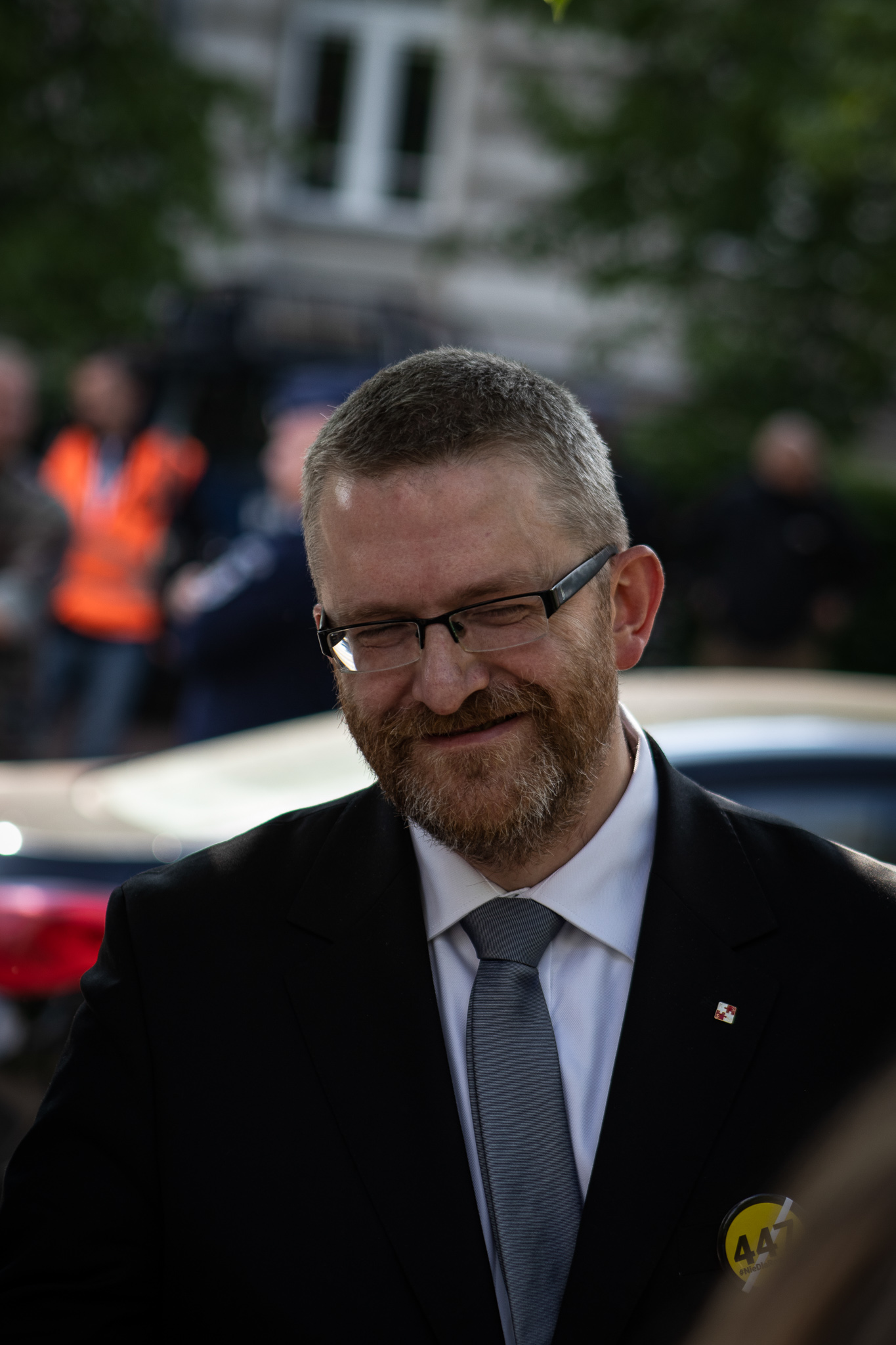
Grzegorz Braun na manifestacji przeciwko ustawie JUST (2019)

We wrześniu 2012 roku Prokuratura Rejonowa Warszawa-Wola podjęła decyzję o przedstawieniu reżyserowi zarzutów mających związek z incydentem na Cmentarzu Powązkowskim w Warszawie podczas ekshumacji jednej z ofiar katastrofy smoleńskiej. Zarzut naruszenia nietykalności cielesnej policjanta, wdarcia się na teren cmentarza i nieopuszczenie go pomimo żądania, został przedstawiony 3 stycznia 2013.
Prawomocnym wyrokiem sądowym z lutego 2015 został skazany na karę grzywny za atak na policjanta, wyłamanie mu kciuka, a także znieważenie go przez wyzwanie funkcjonariusza od „bandytów”, co miało miejsce w 2008 we Wrocławiu, gdy brał udział w pikiecie narodowo-radykalnej i nacjonalistycznej partii politycznej Narodowe Odrodzenie Polski.
Co roku w Uroczystość Trójcy Przenajświętszej, czyli w niedzielę poprzedzającą Uroczystość Bożego Ciała, uczestniczy w warszawskiej manifestacji wiary i modlitwy organizowanej przez Rycerstwo Chrystusa Króla pod wodzą ks. Piotra Natanka, który w 2011 otrzymał od kardynała Stanisława Dziwisza karę suspensy.
Braun utrzymywał kontakty zawodowe i towarzyskie z rosyjskim dziennikarzem Leonidem Swiridowem wydalonym z Polski w 2015 pod zarzutem szpiegostwa na rzecz Federacji Rosyjskiej. 
Grzegorz Braun znany jest z ostrej krytyki protestantyzmu, a przede wszystkim Marcina Lutra. W 2018 na terenie pustelni ks. Piotra Natanka w Grzechyni wziął udział w dyskusji o protestantyzmie, reformacji i filmie reżysera zatytułowanym Luter i rewolucja protestancka, wraz z duchownym i Agnieszką Jezierską – rzekomą mistyczką, która twierdzi, że ma otrzymywać objawienia od Matki Bożej i Jezusa. Podczas spotkania prelegenci wypowiadali się przeciw dialogowi ekumenicznemu, podważając zasadność soboru watykańskiego II oraz inne deklaracje i porozumienia zawarte między kościołem rzymskokatolickim i niektórymi wspólnotami protestanckimi.
7 grudnia 2024 roku Braun przez cały lot towarzyszył deportowanemu do Polski z Republiki Południowej Afryki Januszowi Walusiowi, który został skazany w 1993 roku na karę dożywotniego pozbawienia wolności za zabójstwo polityka walczącego z apartheidem Chrisa Haniego. W kwietniu 2025 Stowarzyszenie „Nigdy Więcej” opublikowało raport na temat gloryfikowania Walusia przez skrajną prawicę w Polsce. Udokumentowano w nim również szereg publicznych wyrazów poparcia ze strony Brauna. Jak podają autorzy, polityk ten między innymi w 2017 przemawiał na demonstracji pod Ministerstwem Spraw Zagranicznych krytykując to, że państwo polskie „nie upomina się” o Walusia; w 2020 złożył interpelację poselską w sprawie „sprowadzenia go do ojczyzny”; podobnie domagał się interwencji na rzecz Walusia na konferencji prasowej w Sejmie w listopadzie 2022, podczas której poparł zbrodnię: „Sytuuję się po stronie tych, którzy uważają strzelanie do sekretarzy partii komunistycznych za czyn niekoniecznie domagający się penalizacji, a w niektórych przypadkach działanie być może w stanie wyższej konieczności”.
16 kwietnia 2025 roku Braun wraz z grupą swoich współpracowników, w tym posłem na Sejm Romanem Fritzem, wtargnął do szpitala powiatowego w Oleśnicy w celu przeprowadzenia interwencji poselskiej, blokując wyjście do pacjentów ginekolożce Gizeli Jagielskiej. Prokuratura Rejonowa w Oleśnicy wszczęła przeciwko Braunowi śledztwo w sprawie naruszenia nietykalności cielesnej, znieważenia, zniesławienia i pozbawienia wolności lekarki.

### Antysemityzm
Po spaleniu 11 listopada 2021 roku kopii Statutu kaliskiego przez Wojciecha Olszańskiego politycy Konfederacji potępili antysemicki czyn, tymczasem Braun wziął w obronę Olszańskiego i był przeciwny wyciąganiu konsekwencji wobec organizatorów wydarzenia, motywując swoje stanowisko obroną wolności zgromadzeń i wypowiedzi oraz podważając istnienie podstawy prawnej do ich ukarania.

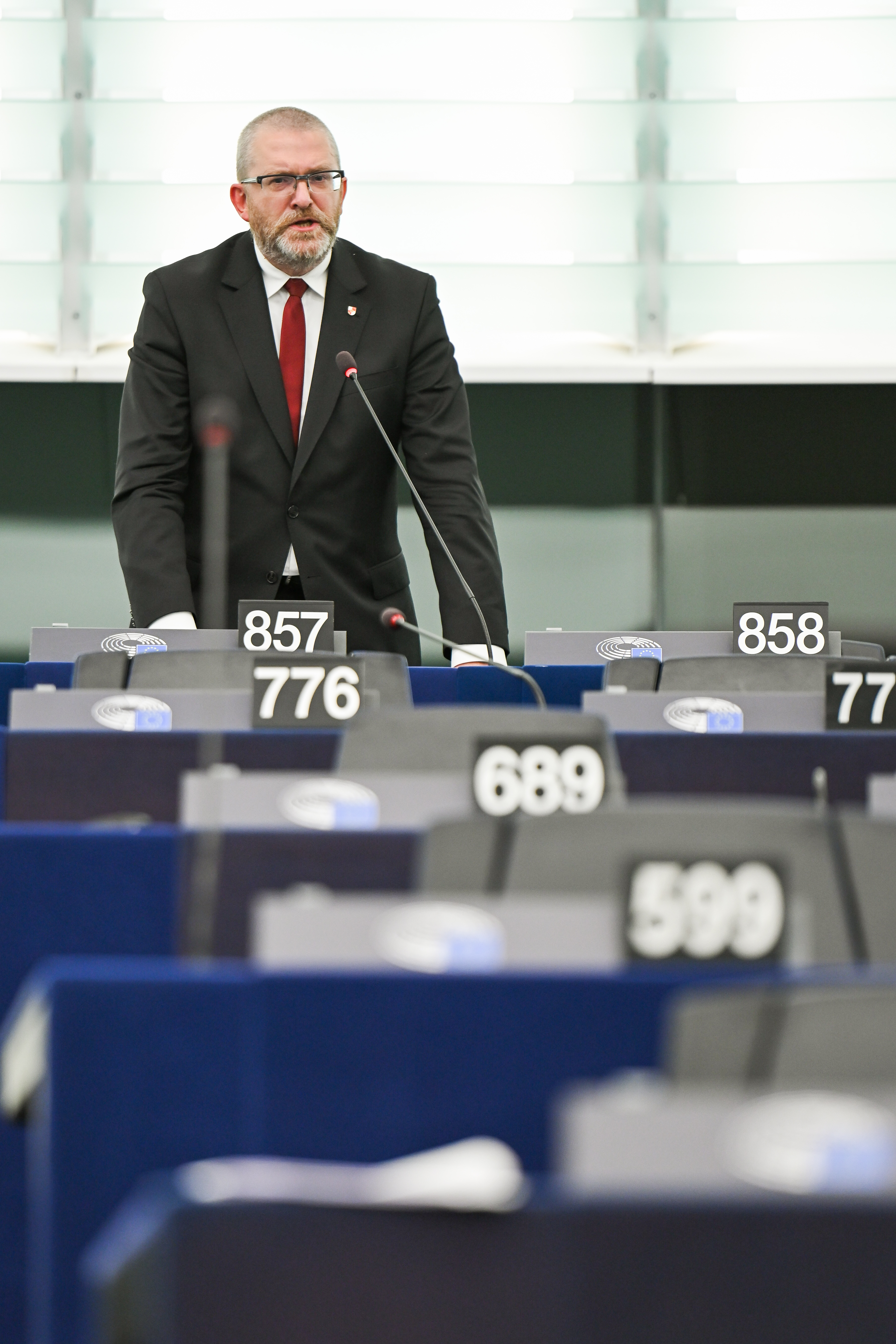
Grzegorz Braun przemawiający w Europarlamencie (2024)

30 maja 2023 roku Braun przerwał odbywający się w siedzibie Niemieckiego Instytutu Historycznego wykład Jana Grabowskiego o Zagładzie Żydów. Zniszczył mikrofon i głośnik oraz zaatakował werbalnie Grabowskiego. Nakazał mu „wynosić się z Polski” i oskarżył o „działanie na szkodę narodu polskiego”. Twierdził że działa w związku z „zagrożeniem bezpieczeństwa publicznego”.
29 stycznia 2025 roku podczas specjalnej sesji plenarnej Parlamentu Europejskiego zorganizowanej z okazji Międzynarodowego Dnia Pamięci o Ofiarach Holokaustu i 80. rocznicy wyzwolenia Auschwitz przerwał minutę ciszy okrzykiem: „Módlcie się za ofiary żydowskiego ludobójstwa w Gazie”. Za swoje zachowanie został wykluczony z posiedzenia, a później otrzymał karę finansową oraz został wykluczony z obrad Parlamentu Europejskiego na pół roku.
30 kwietnia 2025 roku Prokuratura Okręgowa Warszawa-Praga na wniosek Magdaleny Biejat, kandydatki Lewicy w wyborach prezydenckich, wszczęła postępowanie w sprawie Grzegorza Brauna, który dokonał znieważenia Żydów oraz nienawiści na tle różnic narodowościowych podczas debaty prezydenckiej organizowanej przez Super Express 28 kwietnia 2025 roku. Braun powiedział: „chwała Bogu nie graniczymy z żydowskim państwem położonym w Palestynie, bo wówczas ludobójcza polityka reklamowana przez ministrów, rabinów i generałów Państwa Izrael mogłaby łatwo zwrócić się przeciw nam. Państwo Izrael jest Polakom stręczone jako sojusznik, jako jakiś lotniskowiec cywilizacji europejskiej w tamtych stronach, na Bliskim Wschodzie. Właśnie kiedy posłuchamy tych generałów i rabinów, jak mówią, że Palestyńczycy to nie ludzie, jak posłuchamy, jak mówią, że goje - jak zwierzęta - są od tego, żeby służyć Żydom, to widzimy kontrfaktyczność takiej koncepcji »Izrael jako sojusznik, przyjaciel, kooperant Polski«”. Podczas tej debaty Grzegorz Braun zarzucał Rafałowi Trzaskowskiemu, że „był oflagowany żydowskim żonkilem”, który Braun określił jako znak hańby i podległości. Prokuratura wytacza Braunowi również słowa: „Ukropol, Ukropolin - tak mówcie, bo to byłoby na miejscu. (...) naród polski jest coraz bardziej marginalizowany przez proces ukrainizacji, przez proces judaizacji i napływ subsaharyjskich »inżynierów«. (...) Cieszę się, że mówi pan o deportacji. Pytanie, czy ta deportacja obejmie także tych Ukraińców, których pańscy koledzy tutaj nasprowadzali?”.
10 lipca 2025 podczas rozmowy z Łukaszem Jankowskim na antenie Radia Wnet Grzegorz Braun powiedział: „Mord rytualny to fakt, a dajmy na to Auschwitz z komorami gazowymi to niestety fake”. Po tych słowach dziennikarz przerwał rozmowę. W związku z tą wypowiedzią Anna Maria Żukowska złożyła zawiadomienie do prokuratury o możliwości popełnienia przez Brauna przestępstwa z art. 55 Ustawy z dnia 18 grudnia 1998 r. o Instytucie Pamięci Narodowej. Tego samego dnia Braun zakłócił przebieg uroczystości z okazji 84. rocznicy mordu w Jedwabnem, pojawiając się na niej wraz z grupą zwolenników z banerem z napisem „Dość żydowskich kłamstw. Zbrodni w Jedwabnem 10 VII 1941 r. dokonali Niemcy. Żądamy wzmocnienia ekshumacji” oraz blokując opuszczenie miejsca wydarzenia naczelnemu rabinowi Polski Michaelowi Schudrichowi. 16 lipca tego samego roku Senat Rzeczypospolitej Polskiej przyjął przez aklamację uchwałę w sprawie potępienia wypowiedzi podważających prawdę o tragedii Holokaustu i negujących cierpienie milionów ofiar niemieckich nazistowskich obozów zagłady, w której wyrażono krytykę słów Brauna. 25 lipca analogiczną uchwałę potępiającą słowa Brauna podjął Sejm Rzeczypospolitej Polskiej.
Środowiska liberalne i lewicowe wielokrotnie krytykowały Grzegorza Brauna za wypowiedzi na temat Żydów i judaizmu, zarzucając mu antysemityzm. Powieść Olgi Tokarczuk „Księgi Jakubowe” uznał za „antypolską, antykatolicką fantasmagorię”, w której Tokarczuk „dokonała pośmiertnego mordu rytualnego” na biskupie Kajetanie Sołtyku, według Brauna bohaterze narodowym. Dodatkowo Braun głosi opinie zgodne z teorią spiskową o Judeopolonii, twierdząc, że w Polsce przygotowywana jest tajna infrastruktura przeznaczona pod przenosiny władz izraelskich oraz masowe przesiedlenia Żydów z Izraela do Polski.

#### Zgaszenie gaśnicą chanukiji w Sejmie
12 grudnia 2023 roku za pomocą gaśnicy proszkowej Grzegorz Braun zgasił w budynku Sejmu chanukiję zapaloną dla uczczenia Chanuki. Próbowała go powstrzymać lekarka Magdalena Gudzińska-Adamczyk. W związku z tym zajściem Grzegorz Braun został ukarany przez Prezydium Sejmu odebraniem połowy uposażenia na trzy miesiące i całości diety na pół roku, a także wykluczony z obrad przez Marszałka Sejmu Szymona Hołownię. Przedstawiciele wszystkich ugrupowań parlamentarnych, łącznie z Konfederacją, potępili działanie Brauna. Szef Kancelarii Sejmu Jacek Cichocki złożył do prokuratury zawiadomienie o podejrzeniu popełnienia przestępstwa przez Grzegorza Brauna, jednak Prokuratura Okręgowa w Warszawie już wcześniej wszczęła w tej sprawie postępowanie z urzędu.
Lewica złożyła w Sejmie projekt uchwały potępiającej czyn Brauna, którego jednak nie poddano pod głosowanie ze względu na zapowiedź zgłoszenia przez PiS poprawki potępiającej zachowania antychrześcijańskie. Komentatorzy wskazywali, że zachowanie Brauna było antysemickie. Marian Turski ocenił, że „Grzegorz Braun ukazał swoje prawdziwe oblicze – polskiego faszysty”. Zachowanie Brauna potępili ambasador USA w Polsce Mark Brzezinski, naczelny rabin Polski Michael Schudrich, przewodniczący Komitetu Konferencji Episkopatu Polski ds. Dialogu z Judaizmem kard. Grzegorz Ryś oraz ambasador Izraela w Polsce Ja’akow Liwne. 13 grudnia 2023 na wniosek Sławomira Mentzena Grzegorz Braun został zawieszony w prawach członka klubu poselskiego Konfederacji i otrzymał zakaz wypowiadania się z mównicy sejmowej na czas nieokreślony. Zwolennicy Grzegorza Brauna rozpoczęli w internecie zbiórkę pieniędzy na jego rzecz; zanim portal Zrzutka.pl zablokował 13 grudnia 2023 dwie zbiórki, osoby solidaryzujące się z Grzegorzem Braunem wpłaciły na te zbiórki ponad 220 tysięcy złotych. 19 grudnia 2023 ponad 200 tys. zł ze zbiórek pieniędzy zostało przekazane na konto organizatora zbiórki. W styczniu 2024 roku Sejm zagłosował za odebraniem mu immunitetu. Jeżeli zarzuty zostaną uznane, grozi mu do pięciu lat więzienia.

### Homofobia
W styczniu 2023 Grzegorz Braun zabrał z holu Sądu Okręgowego w Krakowie stojącą tam choinkę, po czym wrzucił ją do kosza na śmieci stojącego na ulicy. Powodem działania Brauna były znajdujące się na choince bombki z symbolami Unii Europejskiej, Ukrainy i społeczności LGBTQ+.
18 marca 2025 roku Grzegorz Braun zamalował sprayem otwartą dzień wcześniej wystawę na Rynku w Opolu zorganizowaną przez stowarzyszenie „Tęczowe Opole”, która była poświęcona społeczności LGBT. Na tablicach wystawy napisał sprayem słowa: „Stop propagandzie zboczeń”. Rzecznik opolskiego ratusza Adam Leszczyński przekazał, że straty są szacowane na 35 tysięcy złotych.
11 czerwca 2025 roku Braun zniszczył plansze umieszczonej w Sejmie wystawy tego samego stowarzyszenia „Tęczowe Opole”, również poświęconej społeczności LGBT. W związku ze zdarzeniem Marszałek Sejmu Szymon Hołownia zapowiedział wydanie zakazu wstępu na teren Sejmu dla Brauna oraz zmianę wytycznych dla Straży Marszałkowskiej, która do tej pory mogła interweniować z użyciem siły wobec osób objętych immunitetem jedynie w sytuacji zagrożenia życia lub zdrowia – uprawnienia Straży Marszałkowskiej zostały rozszerzone o sytuacje zagrażające mieniu. 

### Krytyka członków rządu Mateusza Morawieckiego
W czerwcu 2020 roku na posiedzeniu Sejmu zgłosił poprawkę do prezydenckiej ustawy o Polskim Bonie Turystycznym. Grzegorz Braun zgłosił poprawkę o treści „Żeby wszyscy byli zdrowi, piękni i bogaci, a Pani Minister Emilewicz, aby miała własny helikopter do rozrzucania pieniędzy nad Polską na każde wezwanie”. Część mediów krytykowała poprawkę jako naruszanie powagi Sejmu.
We wrześniu 2021 roku po zakończeniu sejmowego wystąpienia publicznie zagroził Ministrowi Zdrowia Adamowi Niedzielskiemu, kierując do niego słowa „Będziesz pan wisiał”, co wywołało falę oburzenia na sali plenarnej i doprowadziło do przerwania obrad. Prezydium Sejmu wymierzyło posłowi najwyższą możliwą karę w postaci obniżenia mu uposażenia o 50% i odebranie diety poselskiej na 6 miesięcy. Jednakże już po 4 dniach od wymierzenia kary przez Prezydium Sejmu sympatycy polityka zorganizowali internetową zrzutkę, co poskutkowało szybkim zebraniem ponad 120 tysięcy złotych, które Braun przeznaczył na „działania służące gromadzeniu użytecznych procesowo dowodów przestępstw i zbrodni popełnianych w zw. z COVID-19”. W marcu 2022 wtargnął na teren Instytutu Kardiologii im. Prymasa Tysiąclecia Kardynała Stefana Wyszyńskiego i szarpał się z dyrektorem instytutu Łukaszem Szumowskim.

### Antyukrainizm
Po agresji Rosji na Ukrainę posłowie Konfederacji potępili akt agresji, natomiast Braun dokonał wpisu na Twitterze, w którym domagał się, aby nie otwierać terytorium RP i nie przyjmować uchodźców. Był jedynym posłem, który głosował przeciwko Uchwale Sejmu Rzeczypospolitej Polskiej z dnia 27 stycznia 2022 r. w sprawie wezwania państw członkowskich Organizacji Traktatu Północnoatlantyckiego oraz Unii Europejskiej do wsparcia Ukrainy w obliczu agresji Federacji Rosyjskiej. 
W lipcu 2022 roku z grupą swoich zwolenników wtargnął do Urzędu Miasta i Gminy w Goleniowie, na fasadzie którego była wywieszona flaga Ukrainy. Swoje postępowanie wyjaśniał jako wykonanie interwencji poselskiej w sprawie wywieszonej na budynku flagi obcego państwa. 
We wrześniu 2022 partia Grzegorza Brauna organizowała w Warszawie marsz i pikietę pod hasłem „Stop ukrainizacji Polski”. Akcja Brauna – choć z niewielkim społecznym oddźwiękiem – została jednak wykorzystana przez rosyjską propagandę w celu kreowania obrazu Polski, sprzeciwiającej się proukraińskiej postawie Warszawy. Pełniący istotną rolę w rosyjskiej propagandzie kanał telewizyjny Rossija 1 obszernie relacjonował niewielki antyukraiński marsz zorganizowany przez Grzegorza Brauna. Zajęła się tym Olga Skabiejewa, prowadząca program „60 minut”. Michał Marek twierdzi: „Kluczowe rosyjskie portale informacyjne, portale alternatywne oraz siatki kanałów Telegram równocześnie eksponowały przekaz o rzekomo masowym »buncie« Polaków względem obecności w kraju ludności ukraińskiej”. 29 września 2022 roku podczas głosowania Sejmu nad potępieniem nieuznawanych przez wiele państw na świecie referendów dotyczących aneksji przez Rosję terytoriów czterech obwodów Ukrainy wstrzymał się od głosu. Tego samego dnia Sejm na wniosek Komendanta Głównego Policji, stosunkiem głosów 361 za, 20 przeciw i 27 wstrzymujących się, wyraził zgodę na uchylenie Grzegorzowi Braunowi immunitetu w związku z popełnionym przez niego wykroczeniem drogowym na odbywającej się rok wcześniej manifestacji.
4 czerwca 2024 roku Braun usunął znajdującą się na Kopcu Kościuszki w Krakowie flagę Ukrainy. Incydent został zgłoszony na Policję z powodu podejrzenia kradzieży i uszkodzenia mienia. Wojewoda małopolski Krzysztof Klęczar złożył w tej sprawie zawiadomienie do Komisji Etyki Poselskiej.
W kwietniu 2025 roku podczas wiecu w Białej Podlaskiej, na polecenie Grzegorza Brauna jego zwolennicy zdjęli z balkonu urzędu miejskiego ukraińską flagę, która wisiała tam od 25 lutego 2022, jako wyraz solidarności z Ukrainą.

### Sceptycyzm wobec Unii Europejskiej
6 maja 2025 roku Braun w siedzibie Ministerstwa Przemysłu w Katowicach zdjął na holu budynku flagę Unii Europejskiej, zdeptał ją i wytarł o nią buty, a następnie wziął tę flagę i wyszedł z budynku. Nazwał Unię Europejską jako „wrogą organizację”, a następnie pod kopalnią „Wujek” dokonał podpalenia tejże flagi. W zdarzeniu Braunowi pomagał poseł na Sejm Roman Fritz. Resort ministerstwa zapowiedział zawiadomienie ws. zniszczenia mienia. Braun stwierdził, że przyszedł do budynku ministerstwa w celu przeprowadzenia „interwencji poselskiej w sprawie likwidacji polskiego górnictwa”. Tego samego dnia Parlament Europejski uchylił Braunowi immunitet poselski.

### Krytyka wobec Grzegorza Brauna
W grudniu 2023 Stowarzyszenie „Nigdy Więcej” opublikowało raport, w którym udokumentowano kilkadziesiąt przykładów motywowanych uprzedzeniami wypowiedzi i działań Brauna. Jak wskazują autorzy, poseł „od lat propaguje teorie o przejmowaniu Polski przez Żydów, kpi z ofiar nazistowskich obozów, wzywa do przemocy wobec osób LGBT czy chwali się zrywaniem ukraińskich flag”.
W styczniu 2024 roku w internetowym plebiscycie Dzban Roku organizowanym przez Michała Marszała i blog Make Life Harder dotarł do finału, w którym z wynikiem 152 205 głosów uległ Przemysławowi Czarnkowi. Również w styczniu 2024 administrator portalu YouTube usunął jedenaście zamieszczonych tam filmów Grzegorza Brauna jako naruszających regulamin portalu.
Wobec Grzegorza Brauna sejmowa Komisja Etyki Poselskiej podjęła rekordową liczbę prawomocnych uchwał – osiemnaście do 6 marca 2024 roku.

## Procesy sądowe
Jest współtwórcą telewizyjnego cyklu Errata do biografii, ujawniającego agenturalne wątki w życiorysach znanych Polaków. Program był emitowany na antenach TVP. W kwietniu 2007 ogłosił, że znany językoznawca, profesor Jan Miodek, był współpracownikiem Służby Bezpieczeństwa, za co został mu wytoczony proces, który przegrał. Wrocławski Sąd Apelacyjny oddalił apelację Grzegorza Brauna, podobnie jak Sąd Najwyższy, który wyrokiem z 10 września 2009 dodatkowo nakazał Grzegorzowi Braunowi przeprosić Jana Miodka w prasie ogólnopolskiej i Radiu Wrocław. 29 maja 2010 Grzegorz Braun złożył skargę do Europejskiego Trybunału Praw Człowieka, powołując się na artykuł 10 (prawo do wolności słowa) Europejskiej Konwencji Praw Człowieka. Postępowanie rozpoczęło się 14 marca 2013 i zakończyło się w listopadzie 2014 wyrokiem Trybunału stwierdzającym, że polskie postępowania sądowe bezspornie naruszyły wolność wypowiedzi i skazującym Polskę na wypłacenie odszkodowania i zadośćuczynienia Grzegorzowi Braunowi.

## Życie prywatne
Syn reżysera Kazimierza Brauna i Zofii z domu Reklewskiej, bratanek byłego przewodniczącego Krajowej Rady Radiofonii i Telewizji i byłego prezesa TVP Juliusza Brauna, brat aktorki Moniki Braun oraz Justyny Braun.
6 grudnia 2014 roku w kościele św. Klemensa Hofbauera w Warszawie wziął ślub w nadzwyczajnej formie rytu rzymskiego z Aleksandrą Gruziel, montażystką filmową, m.in. produkcji autorstwa męża. Mają troje dzieci: dwóch synów i córkę. Para spodziewała się także dwojga innych dzieci, które nie zostały jednak żywo urodzone.
Jest związany z polskim środowiskiem tradycjonalizmu katolickiego, ze wspólnotami takimi jak Instytut Dobrego Pasterza czy Bractwo Kapłańskie Świętego Piusa X.
Oprócz polskiego, w stopniu komunikatywnym posługuje się językiem czeskim i angielskim.

## Filmografia
- 2024: Gietrzwałd 1877. Wojna światów – reżyseria[171],
- 2021: Dr Bodnar – komu przeszkadza amantadyna? – reportaż, reżyseria[172],
- 2017: Luter i rewolucja protestancka – reżyseria[173],
- 2015: Zamach Smoleński – reżyseria,
- 2014: Nie jestem królikiem doświadczalnym – reżyseria,
- 2013: Nie o Mary Wagner – reżyseria,
- 2012: Transformacja – reżyseria,
- 2012: Poeta pozwany – reżyseria,
- 2011: Towarzysz generał idzie na wojnę – reżyseria (wraz z Robertem Kaczmarkiem),
- 2010: Eugenika – w imię postępu – reżyseria,
- 2010: New Poland – reżyseria (wraz z Robertem Kaczmarkiem),
- 2010: Towarzysz generał, reżyseria, scenariusz,
- 2009: Marsz wyzwolicieli, reżyseria, scenariusz,
- 2008: TW Bolek – scenariusz i reżyseria (wraz z Robertem Kaczmarkiem),
- 2007: Oskarżenie – reżyseria, scenariusz,
- 2007: Defilada zwycięzców – scenariusz i reżyseria (wraz z Robertem Kaczmarkiem),
- 2007–2010: Errata do biografii – reżyseria, współpraca reżyserska, scenariusz, lektor,
- 2006: Będziesz moja – reżyseria,
- 2006: Plusy dodatnie, plusy ujemne – reżyseria,
- 2005: Warto kochać – reżyseria,
- 2002: Arche. Czyste zło – scenariusz,
- 2001: Zacz@towani. Historie_miłosne.pl – reżyseria,
- 2001: Krótka seria – reżyseria, scenariusz,
- 1999: Wielka ucieczka cenzora – reżyseria, scenariusz,
- 1999: Śmierć człowieka utalentowanego – reżyseria, scenariusz,
- 1998: Obserwacja – realizacja,
- 1996: Reakcjonista – realizacja, scenariusz,
- 1995: Prezydent – reżyseria Teatru Telewizji[174],
- 1995: Ostatnie powstanie – reżyseria, scenariusz,
- 1993: Gorący czwartek – II reżyser,
- 1990: Nie wierzę politykom – współpraca realizatorska.

## Publikacje
Grzegorz Braun opublikował kilkanaście książek:
- 2011: Towarzysz generał idzie na wojnę (Rafael, Kraków; ISBN 978-83-7569-273-0)
- 2014: Kto tu rządzi? (wspólnie z Janem Pińskim, Bollinari Publishing House, Warszawa; ISBN 978-83-63865-73-3)
- 2016: Stałe warianty gry (Prohibita, Warszawa; ISBN 978-83-61344-90-2)
- 2016: Rok w kondominium (Agencja SGK, Warszawa; ISBN 978-83-88350-16-0)
- 2017: Iskry Boże (Prohibita)
- 2017: Świat według Brauna (Stowarzyszenie Kultury Chrześcijańskiej im. Ks. Piotra Skargi, Kraków)
- 2018: Gietrzwałd 1877. Nieznane konteksty geopolityczne (Fundacja Osuchowa)
- 2018: Układy i układanki (Prohibita, Warszawa; ISBN 978-83-65546-34-0)
- 2018: Remanenty historyczne (Prohibita)
- 2019: System. Od Lenina do Putina (Fronda, Warszawa)
- 2020: A nie mówiłem? (IZI Books, Warszawa)
- 2020: Nowa Normalność (wspólnie z Tomaszem Sommerem, 3S Media, Warszawa)
- 2021: Nowa Normalność 2 (wspólnie z Tomaszem Sommerem, 3S Media, Warszawa)
- 2021: Będziesz wisiał (Capital, Warszawa)
- 2022: Zakazana historia Polski (Capital, Warszawa)
- 2022: A więc wojna (Capital, Warszawa)
- 2024: Gram vabank (wspólnie z Tomaszem Sommerem i Martą Wardą, 3S Media, Warszawa)
- 2025: 1000 lat Polski według Brauna (wspólnie z Markiem Skalskim, 3S Media, Warszawa)
- 2025: Gietrzwałd. Wojna Światów 1877 (Fronda, Warszawa)

## Nagrody i wyróżnienia
- 1999: Wielka ucieczka cenzora – Ogólnopolski Niezależny Przegląd Form Dokumentalnych „Nurt”, Kielce
- 2000: Wielka ucieczka cenzora – Nagroda Dyrektora I Programu TVP, Mały Przegląd Form Dokumentalnych, Szczecin
- 2008: Defilada zwycięzców – Nagroda Radia Kielce za „artyzm dźwięku w formie dokumentalnej”, Ogólnopolski Niezależny Przegląd Form Dokumentalnych „Nurt”, Kielce
- 2008: Oskarżenie – Nagroda Główna „Złoty Opornik” za „koncepcję artystycznego przedstawienia dramatu żołnierzy Drugiej Konspiracji i skonfrontowanie jej ze stanowiskiem oprawców”, Ogólnopolski Festiwal Filmowy „Niepokorni Niezłomni Wyklęci”, Ciechanów
- 2012: Eugenika – Nagroda Feniks za „ważny, choć niekiedy wstrząsający w swoim wyrazie, głos na temat ochrony godności ludzkiego życia”, Stowarzyszenie Wydawców Katolickich, Warszawa[176]